# 1918 en sport automobile
Chronologie du Sport automobile
1917 en sport automobile - 1918 en sport automobile - 1919 en sport automobile
Les faits marquants de l'année 1918 en Sport automobile

## Naissances
- 10 janvier : Harry Merkel, pilote automobile allemand. († 1er février 1995).
- 22 février : George Constantine, pilote automobile américain, († 7 janvier 1968).
- 16 avril : Dick Gibson, pilote automobile britannique. († 17 décembre 2010).
- 4 juillet : Johnnie Parsons, pilote de course automobile américain, († 8 septembre 1984).
- 10 juillet : Fred Wacker, pilote automobile américain, († 16 juin 1998).
- 14 septembre : Georges Berger, pilote automobile belge, († 23 août 1967).
- 1er novembre : Ken Miles, pilote automobile britannique, († 17 août 1966).
- 13 décembre : Bill Vukovich, pilote automobile américain, double vainqueur des 500 miles d'Indianapolis. († 30 mai 1955).

## Décès
- 28 janvier : Eugène-Dominique de Dietrich, industriel alsacien. (° 9 octobre 1844).
- 15 octobre : John 'Johnny' Aitken, pilote automobile américain (° 3 mai 1885).